# Tierra Comunera

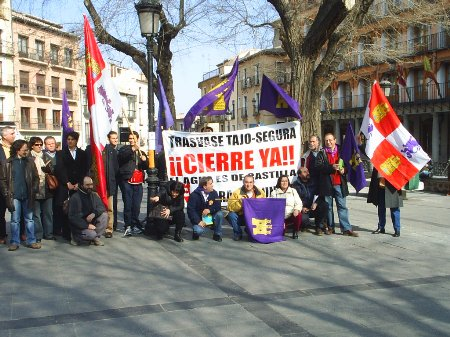
Manifestació a Toledo de Tierra Comunera el 2006 contra el transvasament Tajo-Segura.

Tierra Comunera (TC), també anomenat Tierra Comunera-Partido Nacionalista Castellano, va ser una formació política nacionalista castellana. Es va fundar el desembre de 1988 a Sòria, si bé tenia més implantació política a la ciutat de Burgos, on es trobava la seva seu nacional. Al 2008 es va refundar creant el Partido Castellano, dissolent l'anterior estructura al 2009.

## Constitució
En el procés constituent iniciat en 1987 i que va desembocar en la creació de Tierra Comunera, van participar persones de diferents procedències i tendències ideològiques: els membres de l'associació cultural Concejo Comunero de Barcelona, formada per castellans emigrants a Catalunya; el petit partit nacionalista Unidad Nacional Castellana (UNC), amb seu a Madrid i integrat bàsicament per persones de Cuenca, Guadalajara i l'emigració castellana a València, i els dirigents de la qual havien militat al Partido Nacionalista de Castilla y León (PANCAL); Esquerra Autònoma de Castella i Lleó, col·lectiu autogestionari creat per persones de Burgos, Madrid, Valladolid i Logronyo; el col·lectiu esquerrà Nación Comunera, format per membres del sindicat Comissions Obreres d'Àvila, Segòvia i Valladolid que procedien de la Unidad Popular Castellana (UPC); També van participar-hi independents, entre els quals alguns escriptors castellanistes lligats a l'editorial Riodelaire que ja en 1983 havien col·laborat a Palència en la creació del partit centrista i nacionalista Unidad Comunera Castellana (UCC). Alguns dels col·lectius i persones que de forma activa havien contribuït al procés de constitució de Terra Comunera finalment no es van integrar en el nou partit nacionalista castellà.
TC exigeix el reconeixement d'allò que s'anomena "Castella" com a nacionalitat històrica i la seva unitat territorial, superant la fragmentació de la suposada nació castellana entre cinc comunitats autònomes (Castella i Lleó, Castella-La Manxa, Madrid, Cantàbria i La Rioja). Políticament es defineix com a nacionalista, progressista i ecologista.

## Etimologia
El nom original del partit en la seva fundació va ser el de Tierra Comunera, però en 1991 va passar a denominar-se Tierra Comunera-Partido Nacionalista Castellano (TC-PNC). Després del VII Congrés Nacional de Tierra Comunera - Partido Nacionalista Castellano, celebrat a Segòvia en 2004, es va acordar el canvi de nom del partit, eliminant l'apèndix Partido Nacionalista Castellano, tornant al nom original: Tierra Comunera.

## Resultats electorals
El 1999 va obtenir els millors resultats electorals de la seva història, assolint 3 regidors a l'ajuntament de Burgos i Juan Carlos Rad Moradillo a les Corts de Castella i Lleó. Però a les següents eleccions municipals i autonòmiques (2003) va perdre la representació, tot i que augmentà la seva presència en ajuntaments de províncies castellanes com Àvila, Segòvia, Valladolid, Palència, Guadalajara i Ciudad Real; al marge de la província de Burgos, on el partit té desenes de càrrecs públics. Mai no ha obtingut representació en l'àmbit estatal.

### Eleccions municipals i autonòmiques de maig de 2007
Tierra Comunera va acudir a les Eleccions municipals espanyoles de 2007 a Castella i Lleó en coalició amb la plataforma Alternativa por Castilla y León (ACAL), en la qual participaven altres formacions polítiques com el Partit del Bierzo. A Castella-la Manxa es presentaren en solitari (presentant-se com a candidat a la Presidència de la Junta de CLM el President Nacional del Partit, Lorenzo Amaro) i en la Comunitat de Madrid, en la plataforma Madrid es Castilla. Els resultats van suposar un augment del seu suport electoral en les eleccions autonòmiques, conservant la major part dels seus vots a Castella i Lleó. En total, van obtenir 22.297 vots (un 2,40% dels vots en el total de les circumscripcions en les quals es van presentar). A les municipals, TC va obtenir 14.367 vots (12.119 a Castella i Lleó, 1.357 a Castella-la Manxa i la resta a Madrid), que es van traduir en 13 regidors a Àvila, 64 a Burgos, 2 regidors en Cuenca, 2 regidors a Palència, 2 regidors a Salamanca, 2 regidors a Segòvia, un regidor a Sòria, quatre regidors a Toledo i 2 regidors a Madrid. 92 regidors en total. Considerant el Partit del Bierzo (PB) i el Partit del Progrés de les Ciutats de Castella i Lleó, partits coaligats amb TC a Lleó i Valladolid en la plataforma ACAL respectivament, que van aportar 4.788 vots més i dos regidors, a la província de Lleó, el resultat en les municipals a Castella i Lleó és lleugerament superior al de 2003, que es van collir 16.411 vots, però millor en representació (en 2003 solament es van obtenir 72 regidors).
| Resultats electorals de Tierra Comunera | Resultats electorals de Tierra Comunera | Resultats electorals de Tierra Comunera | Resultats electorals de Tierra Comunera | Resultats electorals de Tierra Comunera | Resultats electorals de Tierra Comunera |
| Castella i Lleó                         | Castella i Lleó                         | Castella i Lleó                         | Castella i Lleó                         | Castella i Lleó                         | Castella i Lleó                         |
| --------------------------------------- | --------------------------------------- | --------------------------------------- | --------------------------------------- | --------------------------------------- | --------------------------------------- |
| Data                                    | 26 de maig de 1991                      | 28 de maig de 1995                      | 13 de juny de 1999                      | 25 de maig de 2003                      | 27 de maig de 2007                      |
| Vots                                    | 1.900                                   | 9.494                                   | 20.274                                  | 18.595                                  | 17.394                                  |
| Percentatge (%)                         | 0,13                                    | 0,60                                    | 1,34                                    | 1,15                                    | 1,16                                    |
| Castella-la Manxa                       |                                         |                                         |                                         |                                         |                                         |
| Data                                    | 26 de maig de 1991                      | 28 de maig de 1995                      | 13 de juny de 1999                      | 25 de maig de 2003                      | 27 de maig de 2007                      |
| Vots                                    | 918                                     | 1.406                                   | 1.737                                   | 2.187                                   | 2.525                                   |
| Percentatge (%)                         | 0,10                                    | 0,13                                    | 0,16                                    | 0,20                                    | 0,25                                    |
| Comunitat de Madrid                     |                                         |                                         |                                         |                                         |                                         |
| Data                                    | 26 de maig de 1991                      | 28 de maig de 1995                      | 13 de juny de 1999                      | 26 d'octubre de 2003                    | 27 de maig de 2007                      |
| Vots                                    | -                                       | -                                       | 1.553                                   | 1.135                                   | 2.412                                   |
| Percentatge (%)                         | -                                       | -                                       | 0,06                                    | 0,04                                    | 0,08                                    |